# Sadala Point
Sadala Point är en udde i Antarktis. Den ligger i Sydshetlandsöarna. Argentina, Chile och Storbritannien gör anspråk på området.
Terrängen inåt land är varierad. Havet är nära Sadala Point åt sydost. Trakten är glest befolkad. Närmaste befolkade plats är Maldonado Station, 19,6 kilometer väster om Sadala Point. 